# 애닉

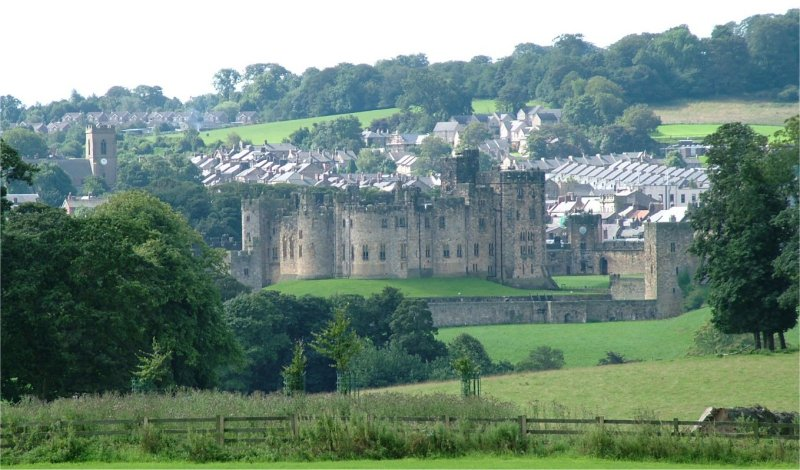
애닉 성

애닉(영어: Alnwick)은 잉글랜드 노섬벌랜드주에 위치한 도시로 인구는 8,116명(2011년 기준)이다. 스코틀랜드와의 경계 지점과 베릭어폰트위드에서 남쪽으로 51km, 뉴캐슬어폰타인에서 북쪽으로 55km 정도 떨어진 곳에 위치한다.